# Étienne Pays
Étienne Pays, né le 2 novembre 1948, est un biologiste moléculaire belge et professeur à l'Université libre de Bruxelles. Ses intérêts de recherche portent sur les trypanosomes.

## Biographie
Étienne Pays obtient un doctorat en zoologie à l'Université libre de Bruxelles (ULB) en 1974, puis une agrégation de l'enseignement supérieur en 1984. Depuis janvier 1998, il est professeur à l'ULB et, depuis octobre 1992, directeur du laboratoire de parasitologie moléculaire. De 1993 à 1996, il a été président de la Société belge de protozoologie.

### Vie privée
Étienne Pays est marié, a une fille et habite à Nil-Saint-Vincent

## Prix, honneurs et récompenses
- 1996 : prix Francqui en sciences biologiques et médicales pour ses travaux sur la biologie moléculaire
- 1997 : Prix Unesco Carlos J. Finlay pour la microbiologie (UNESCO, Paris)
- 2000 : prix quinquennal du FNRS en sciences biomédicales fondamentales (période 1996-2000)
- Membre titulaire de l’Académie royale de médecine de Belgique
- Membre du Comité national de biochimie et biologie moléculaire
- Chevalier de l’ordre de Léopold